# (474112) 2016 LC30
(474112) 2016 LC30 es un asteroide perteneciente al cinturón de asteroides, descubierto el 22 de mayo de 2006 por el equipo del Spacewatch desde el Observatorio Nacional de Kitt Peak, Arizona, Estados Unidos.

## Designación y nombre
Designado provisionalmente como 2016 LC30.

## Características orbitales
2016 LC30 está situado a una distancia media del Sol de 2,227 ua, pudiendo alejarse hasta 2,522 ua y acercarse hasta 1,932 ua. Su excentricidad es 0,132 y la inclinación orbital 6,395 grados. Emplea 1214 días en completar una órbita alrededor del Sol.

## Características físicas
La magnitud absoluta de 2016 LC30 es 17,989.